# Ciebłowice Małe
Ciebłowice Małe – wieś w Polsce położona w województwie łódzkim, w powiecie tomaszowskim, w gminie Tomaszów Mazowiecki.
W latach 1975–1998 miejscowość administracyjnie należała do województwa piotrkowskiego.
Wierni Kościoła rzymskokatolickiego należą do parafii św. Marcina w Tomaszowie Mazowieckim.

## Komunikacja
Ciebłowice Małe mają następujące połączenie:
- Linia 37 MZK w Tomaszowie Maz. Od Ciebłowic do Placu Kościuszki w Tomaszowie Mazowieckim.